# 곤도 도모키
곤도 도모키(일본어: 近藤 友喜, 2001년 3월 21일~)는 일본의 축구 선수이다.

## 구단 경력
그는 2021년 J1리그의 요코하마 FC에 입단했다. 2021년후 J2리그에 강등했다. 2022년 J2리그 준우승으로 J1리그로 승격했다. 2023년까지 41경기에 출전하여, 2득점을 넣었다. 2024년 J1리그의 홋카이도 콘사돌레 삿포로로 이적했다. 2024년후 J2리그에 강등했다.